# Цеґельня-Ратовська
Цеґельня-Ратовська (пол. Cegielnia Ratowska) — село в Польщі, у гміні Радзанув Млавського повіту Мазовецького воєводства.
Населення — 53 особи (2011).

## Демографія
Демографічна структура станом на 31 березня 2011 року:
|          | Загалом | Допрацездатний вік | Працездатний вік | Постпрацездатний вік |
| -------- | ------- | ------------------ | ---------------- | -------------------- |
| Чоловіки | 27      | 3                  | 20               | 4                    |
| Жінки    | 26      | 6                  | 16               | 4                    |
| Разом    | 53      | 9                  | 36               | 8                    |